# 仇討 (1964年の映画)
『仇討』（あだうち）は、1964年の日本映画。
脚本家・橋本忍のオリジナル脚本を今井正監督が映画化した時代劇である。

## ストーリー
些細な諍いから起きた決闘で上役を殺してしまった下級武士の姿を通し、封建社会における家名尊重の理不尽を描く。
（内容）
江崎新八は、武具の手入れをめぐって奥野孫大夫と揉め、孫大夫の不興を買う。面子を潰されたと感じた孫大夫は果たし状を突き付けるが、反対に斬られる。新八は逃走し、僧侶の光悦の元へ身を寄せる。武芸自慢の奥野主馬（孫大夫の弟）は仇討免許を得ないまま光悦の元へ乗り込み、これまた新八に斬られる。丹羽伝兵衛（奥野一族の頭領）は藩に仇討を願い出て、許可を得る。光悦は新八に身を隠すことを勧めるが、奥野一族の仇討への意志は強く、追っ手を逃れることは事実上不可能だ。武門のしきたりもあり、新八の心境は次第に潔く討たれる方へ傾く。光悦は新八の考え方を理解。江崎重兵衛（江崎新八の兄）も弟の命は既に無くなったものと悟る。仇討の日、正々堂々向き合うと思われた奥野側は助太刀を用意していた。新八は奥野側の裏切りに対し半狂乱となり、多くの人々を斬る。藩の重役達は最初から新八を狂った人物と決め付けており、上意討ちを命じて新八は殺害される。重兵衛も切腹し、江崎家は断絶した。

## 登場人物
- 江崎新八（えざき しんぱち） - 中村錦之助 (萬屋錦之介)： 播州脇坂藩の下級武士。
- 江崎重兵衛（えざき じゅうべえ） - 田村高廣： 新八の兄。
- 江崎みち（えざき みち） - 佐々木愛： 新八の妹。
- 奥野孫太夫（おくの まごだゆう） - 神山繁： 奏者番。自分に歯向かった新八に果たし状をつきつけたが新八に斬られる。
- 奥野主馬（おくの しゅめ） - 丹波哲郎： 孫太夫の弟。剣の達人としての自尊心から新八を討とうとするが返り討ちにあう。
- 奥野辰之助（おくの たつのすけ） - 石立鉄男： 奥野家の末弟。兄のように慕っていた新八を藩命により討たねばならなくなる。
- 丹羽伝兵衛（にわ でんべえ） - 加藤嘉： 孫太夫の伯父。主馬が討たれたことで辰之助による仇討ちを藩に願い出る。
- 片貝頼母（かたかい たのも） - 三津田健： 国家老。
- 小川光兵衛（おがわ こうべえ） - 三島雅夫： 目付。
- 白木甚左衛門（しらき じんざえもん） - 田中春男： 目付配下。
- 西田三郎兵衛（にしだ さぶろべえ） - 信欣三： 足軽一頭。仇討ちの場を準備（差配）する。
- 西田りつ（にしだ りつ） - 三田佳子： 新八の元許嫁。三郎兵衛の娘。
- 光悦（こうえつ） - 進藤英太郎： 感応寺住職。孫太夫を殺した新八を預かる。
- 小山左門（こやま さもん） - 小沢昭一： 新八の友人。
- 藤巻清兵衛（ふじまき　せいべえ） - 山本麟一： 辰之助の助太刀6名の1人。

## 作品の評価

### 受賞歴
京都市民映画祭助演男優賞（田村高廣）

## DVDリリース・派生作品
1995年10月21日にVHSビデオが発売されたが、2011年5月5日現在、DVD化はされていない。
なお、"Revenge"の英題でAnimeigoより北米盤DVDが発売されている。